# ريد جونز (لاعب كرة قاعدة)
ريد جونز (بالإنجليزية: Red Jones)‏ هو لاعب كرة قاعدة أمريكي، ولد في 2 نوفمبر 1911 في تيمسون في الولايات المتحدة، وتوفي في 30 يونيو 1974 في لينكون في الولايات المتحدة.

## وصلات خارجية
- ريد جونز على موقعبيزبول رفرنس.كوم (الدوري الرئيسي) (الإنجليزية)